# Gruppo della Caraffa
Il Gruppo della Caraffa comprende tre galassie situate nella costellazione del Bulino.

## Descrizione
Il piccolo raggruppamento è costituito da tre galassie che hanno una simile velocità di recessione e di conseguenza si trovano a una distanza similare dalla nostra Via Lattea. I membri del gruppo sono PGC 15172 (detta "galassia Caraffa"), NGC 1595 e NGC 1598.
La distanza media tra il centro di massa di questo gruppo e la nostra Via Lattea è di circa 234 milioni di anni luce (71,7 Mpc).

## Membri
I membri del Gruppo della Caraffa sono riportati nella tabella sottostante.
| Nome      | Classificazione | Tipo            | RA (J2000.0)  | DEC (J2000.0)  | Velocità radiale (km/s) | Magnitudine apparente | Distanza (Mpc) | Dimensioni (kal) |
| --------- | --------------- | --------------- | ------------- | -------------- | ----------------------- | --------------------- | -------------- | ---------------- |
| NGC 1595  | E3              | Ellittica       | 04h 28m 21.7s | -47° 28′ 21.7″ | 4812 ± 12               | 12,7                  | 70,8 ± 4,0     | 106              |
| NGC 1598  | (R')SB(s)c pec? | Spirale barrata | 04h 28m 33.7s | -47° 46′ 57″   | 5312 ± 5                | 13,3                  | 71,7 ± 5,0     | 95               |
| PGC 15172 | (PR?)SB(rl)     | Spirale barrata | 04h 28m 00.0s | -47° 54′ 46″   | 4947 ± 15               | 12,00 ± 0,09          | 72,8 ± 5,1     | 212              |

Il sito DeepskyLog permette di trovare agevolmente le costellazioni in cui sono situate le galassie; in alternativa si possono utilizzare le coordinate delle galassie per individuarle. Se non altrimenti indicato, le coordinate sono quelle fornite dal sito NASA/IPAC (National Aeronautics and Space Administration / Infrared Processing and Analysis Center).